# 北条氏秀
北条 氏秀（ほうじょう うじひで）は、戦国時代の武将。武蔵国江戸城代。北条綱成の次男（孫とも）。治部少輔（治部大輔とも）。最初、北条氏康の偏諱を受けて沼田（北条）康元（やすもと）と名乗った。綱景・氏広という署名も残っている。

## 略歴
永禄元年（1558年）に沼田氏に内訌があり、後北条氏は近辺の国衆長野氏とともにこれに介入し、当主弥七郎を支援した。内訌の過程で弥七郎が家督を継承したとみられる。
当初、上野国沼田氏を継いで沼田城に在城していたが、永禄3年（1560年）に長尾景虎（後の上杉謙信）の関東出兵によって攻略されてしまう（この時に北条孫次郎が戦死したという記述もある。後述）。永禄5年（1562年）江戸城に入り、翌年出奔した太田康資に代わって対里見氏の一翼を担った。
元亀元年（1570年）12月に兄康成とともに足柄に在陣している。天正2年（1574年）2月から、実名が氏秀でみえ、江戸地域において一定の権限を有する存在としてみえている。7月には、代々江戸城主扇谷上杉家当主が名乗ってきた「治部少輔」を称したことも確認できる。8月には武蔵岩付城代の兄氏繁の出陣の留守を守って同城に在城している。
天正6年（1578年）の御館の乱では、北条家から養子に出ていた上杉景虎を救援するために越後へ出兵している。
天正10年（1582年）3月から7月にかけて下総関宿城に在番しているが、7月頃に病に倒れ、関宿城から江戸城へ戻り、翌年、同地で没した。

## 死後
没後の家督は子の乙松丸が継いだ。元服前の幼少であったため、当時「御隠居様」と称されていた宗家隠居の氏政が後見を務め、その家臣団統制を行っている。乙松丸は、天正12年（1584年）3月に江戸平河法恩寺に対し、寺領について代替わり安堵を行い、10月に石神井三宝寺（東京都練馬区）に代替わり安堵的な禁制を与えているので、この年から、氏秀の後継者としての活動を開始したことが知られる。しかし、その後は史料に見られなくなるため、早世したと思われる。
これにより江戸北条家は断絶した。そしてその権限や所領・家臣は「御隠居様」氏政がそのまま管轄していった。

## 異説
- 北条康元の異称である北条孫次郎が、永禄3年の長尾景虎の攻撃で討ち取られたという記述があることから、北条氏秀は康元の子であるという説もある。
- 北条氏康の子で、のち上杉謙信の養子となった上杉景虎の名を氏秀とする説が一般的であったが、近年は別人とする説が有力である。詳細は上杉景虎の記事を参照。